# Rheinsfelden
Rheinsfelden (nicht zu verwechseln mit den wesentlich grösseren, flussabwärts gelegenen beiden Orten Rheinfelden AG und Rheinfelden (Baden)) ist eine Ortschaft in der politischen Gemeinde Glattfelden. Sie gehört damit zum Bezirk Bülach des Kantons Zürich in der Schweiz.
Der ursprüngliche Kern der Siedlung Rheinsfelden liegt östlich der Einmündung der Glatt in den Rhein. Dort steht auch eine alte  Taverne, die Fähre. Der Name ist eine Erinnerung an den ab dem Mittelalter bis Anfang des 20. Jahrhunderts existierenden Fährbetrieb. Im Hochmittelalter gehörte auch Glattfelden zur Pfarrei Hohentengen nördlich des Rheins, was der Fähre grosse Bedeutung verlieh.
Rheinsfelden ist gleichzeitig bekannt als Zweidlen Station. Der Ort hat sich um den 1876 eröffneten Bahnhof Zweidlen und ab dem Ersten Weltkrieg dank dem Bau des Kraftwerks Eglisau-Glattfelden der Nordostschweizerischen Kraftwerke (NOK) stark entwickelt. Die Siedlung Schlossacher, nördlich der Bahnlinie, wurde von den NOK gebaut. 
Über das Stauwehr verläuft ein stufenfreier Grenzübergang für Fussgänger und Velos nach Herdern in der deutschen Gemeinde Hohentengen. Rheinsfelden liegt am Gottfried Keller-Dichterweg von Glattfelden nach Kaiserstuhl.

Historisches Luftbild aus 400 m von Walter Mittelholzer von 1929